# Aleida Guevara
Aleida Guevara March (Havana, 24 november 1960) is een Cubaans kinderarts en activist. Als dochter van de Argentijns-Cubaanse revolutionair Che Guevara wordt Guevara door sympathisanten van revolutionaire bewegingen wereldwijd uitgenodigd en geïnterviewd. Ze is lid van de Communistische Partij van Cuba. Haar interview met Hugo Chávez in 2002 is als boek gepubliceerd.

## Biografie
Guevara werd geboren als oudste dochter van Che Guevara en zijn tweede echtgenote Aleida March. Ze was vier toen haar vader naar Afrika vertrok en zeven toen hij werd vermoord in Bolivia. Toch heeft zij herinneringen aan hem.
Guevara is kinderarts en allergoloog. Als zodanig is ze werkzaam in het kinderziekenhuis William Soler in Havana en heeft ze medische missies gedaan in Angola, Ecuador en Nicaragua. Over haar ervaringen in Angola heeft de BBC een korte documentaire uitgezonden.
Ze is een pleitbezorger van mensenrechten en schuldkwijtschelding voor ontwikkelingslanden. Guevara neemt regelmatig deel aan conventies, debatten en festivals, zoals Subversive Festival in Kroatië in 2013 of ManiFiesta in België in 2010, 2016, 2018 en 2024.

## Publicaties
- (es) Guevara, Aleida, Hugo Chavez (2005). Chavez: Un hombre que anda por alli. Ocean Press. ISBN 9781920888220.